# Robert-Paul Dagan
Robert Paul dit Robert-Paul Dagan est un scénariste, assistant réalisateur et réalisateur français, né le 9 janvier 1904 dans le 7e arrondissement de Paris et mort le 3 novembre 1983 à Saint-Lô (Manche).

## Filmographie

### Comme assistant-réalisateur
- 1932 : Pomme d'amour de Jean Dréville
- 1937 : Maman Colibri de Jean Dréville
- 1938 : La Tragédie impériale de Marcel L'Herbier
- 1938 : Ultimatum de Robert Wiene et Robert Siodmak
- 1939 : Entente cordiale de Marcel L'Herbier
- 1939 : La Brigade sauvage de Marcel L'Herbier et Jean Dréville
- 1939 : Son oncle de Normandie de Jean Dréville
- 1940 : Le Président Haudecœur de Jean Dréville
- 1941 : Histoire de rire de Marcel L'Herbier
- 1942 : La Nuit fantastique de Marcel L'Herbier
- 1942 : Haut le vent de Jacques de Baroncelli
- 1943 : L'Honorable Catherine de Marcel L'Herbier
- 1945 : La Vie de bohème de Marcel L'Herbier
- 1946 : L'Affaire du collier de la reine de Marcel L'Herbier
- 1946 : Les Malheurs de Sophie de Jacqueline Audry
- 1950 : Les Derniers Jours de Pompéi de Marcel L'Herbier et Paolo Moffa
- 1953 : Le Père de Mademoiselle de Marcel L'Herbier et Robert Paul Dagan

### Comme réalisateur
- 1946 : Désarroi
- 1946 : L'Ennemi sans visage coréalisé avec Maurice Cammage
- 1953 : Le Père de Mademoiselle coréalisé avec Marcel L'Herbier

### Comme scénariste
- 1937 : Maman Colibri de Jean Dréville
- 1945 : Échec au roy de Jean-Paul Paulin
- 1946 : Désarroi de Robert Paul Dagan
- 1948 : Trois Garçons, une fille de Maurice Labro
- 1952 : La Forêt de l'adieu de Ralph Habib
- 1953 : Le Père de Mademoiselle de Marcel L'Herbier et Robert Paul Dagan

### Comme conseiller technique
- 1943 : Le Loup des Malveneur de Guillaume Radot

### Comme acteur
- 1946 : Les Malheurs de Sophie de Jacqueline Audry